# 유구구
유구구(劉臞丘, ? ~ ?) 또는 유확구(劉臒丘)는 전한 중기의 제후로, 제북식왕의 아들이다.

## 생애
원삭 3년(기원전 127년), 오거후(五據侯)에 봉해졌다.
원정 5년(기원전 112년), 주금을 법도에 맞지 않게 헌납한 죄로 작위가 박탈되었다.

## 출전
- 사마천, 《사기》 권21 건원이래왕자후자연표
- 반고, 《한서》 권15상 왕자후표 上